# Чийни
Чийни (на английски: Cheney) е град в окръг Споукан, щата Вашингтон, САЩ. Чийни е с население от 10 385 жители (2008) и обща площ от 10,7 km². Намира се на 717 m надморска височина. ЗИП кодът му е 99004, а телефонният му код е 509.